# اختراع دوباره پولاد
«اختراع دوباره پولاد» آلبومی از گروه موسیقی موسیقی هوی متال پنترا است که در ۱۴ مارس ۲۰۰۰ منتشر شد.